# 주철주
주철주(朱喆周, 1946년 12월 15일 ~ , 경상남도 양산시 어곡동)은 대한민국의 정치인으로 제5대 경상남도의원이다.

## 학력
- 어곡국민학교 졸업
- 부산해동중학교 졸업
- 1962 ~ 1965 부산상업고등학교 졸업
- 1970 ~ 1972 동아대학교 영어영문학 중퇴

## 경력
- 1995.07 ~ 1998.06 제5대 경상남도의회 의원
- 1997.01 ~ 1998.06 경상남도의회 건설도시위원회 위원장
- 양산시 재향군인 회장
- 양산시 의용소방대 연합회장
- 양산시 장애인지회 후원회장
- 해외참전전우회 중앙이사·경남부회장
- (사)밝은가정협의회 중앙부회장
- 2009.12 한나라당 경남도당 부위원장

## 역대 선거 결과
| 선거명          | 직책명                         | 대수            | 정당       | 득표율 | 득표수   | 결과 | 당락            |
| --------------- | ------------------------------ | --------------- | ---------- | ------ | -------- | ---- | --------------- |
| 제1회 지방 선거 | 경상남도의원(양산시 제1선거구) | 5대 (민선 1기)  | 민주자유당 | 40.53% | 7,833표  | 1위  | 경남도의원 당선 |
| 제2회 지방 선거 | 경상남도 양산시장              | 44대 (민선 2기) | 한나라당   | 23.58% | 14,773표 | 3위  | 낙선            |
| 6·5 재보궐선거  | 경상남도 양산시장              | 46대 (민선 3기) | 열린우리당 | 29.0%  | 13,393표 | 2위  | 낙선            |
| 제5회 지방 선거 | 경상남도 양산시장              | 48대 (민선 5기) | 무소속     | 5.05%  | 5,009표  | 4위  | 낙선            |